# 1701

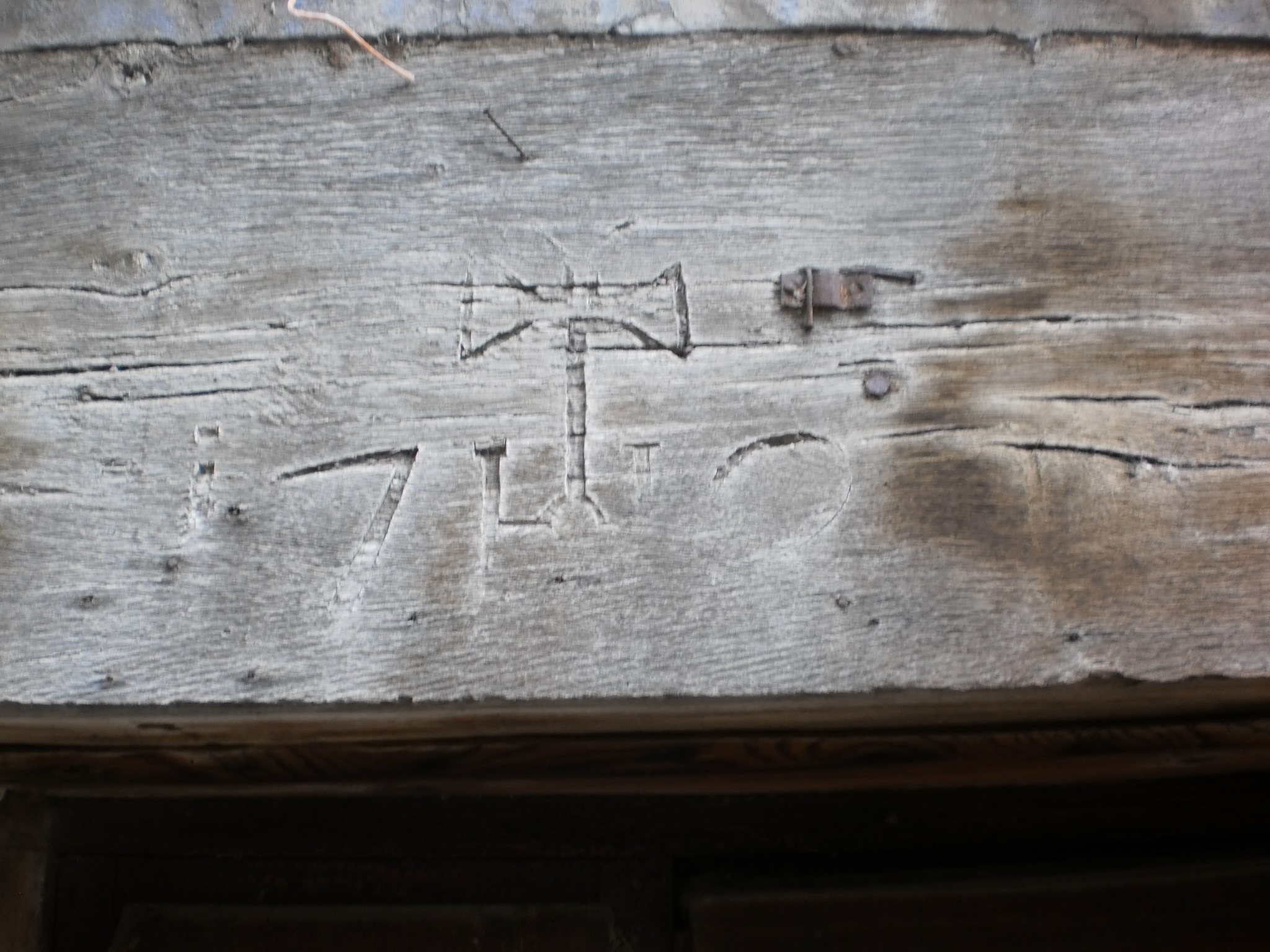
Llinda d'una casa del carrer Major de la Pobla de Lillet

Mapa simplificat d'Europa a la vigília de la Guerra de Successió Espanyola el 1701.

L'any 1701 (MDCCI)  va ser un any comú començat en dissabte del calendari julià.

## Esdeveniments
Països Catalans
Resta del món
- 18 de gener: Puja al tron Frederic I de Prússia com a rei de Prússia.
- 8 de maig: Les Corts de Castella reconeixen Felip V d'Espanya com a rei.[1]
- 9 de juliol, ducat de Milà: Les tropes imperials de la Casa d'Àustria, comandades per Eugeni de Savoia, havien envaït el ducat de Milà, territori italià de la Monarquia d'Espanya, la qual cosa va provocar una intervenció francesa. Així es va iniciar la Guerra de Successió Espanyola.

## Naixements
Països Catalans
- 14 de maig, Ontinyent (la Vall d'Albaida): Onofre Peñalva Donat, compositor i músic valencià del Barroc (m. 1767?).

Resta del món
- 27 d'abril: Carles Manuel III de Sardenya, rei de Sardenya (m. 1773)
- 27 de novembre, Uppsala (Suècia): Anders Celsius, inventor i astrònom suec (m. 1744)
- 22 de desembre, Zeitz: Anna Magdalena Bach, cantant i compositora del segle xviii.[2]

## Necrològiques
Països Catalans
- 9 de febrer, Barcelona: Climent de Solanell i de Foix, 115è President de la Generalitat de Catalunya.
- 14 de juny, Vallbona de les Monges: Maria de Llúria i de Magarola, abadessa de Vallbona de les Monges i escriptora.[3]

Resta del món
- 2 de juny, París: Madeleine de Scudéry, escriptora i literata francesa (n. 1607).[4]
- 16 de setembre, Saint-Germain-en-Laye (França): Jaume II d'Anglaterra i VII d'Escòcia, Rei d'Anglaterra i Rei d'Escòcia entre 1685 i el 1688 (m. 1633).